# ロバート・サミュエルソン
ロバート・ルイス・"ボブ"・サミュエルソン（Robert Lewis "Bob" Samuelson, 1966年7月30日 - ）は、アメリカ合衆国の男子バレーボール選手。元アメリカ代表。スキンヘッドと強烈なジャンピングサーブが特徴的な選手であった。

## 来歴
ニューヨーク州・ポート・ジェファーソン出身。アメリカ代表として1991年のワールドカップに出場、ベスト6賞に選出される。
続いて翌1992年のバルセロナオリンピックに出場。バルセロナオリンピックの予選リーグ、対日本戦で興奮したサミュエルソンはイエローカード（警告）を2枚出された。本来ならば2枚目のイエローカードではなくレッドカードが出され、相手チームである日本に1点が入るところであるが、審判の誤審でイエローカードが出されてしまった。その後試合はアメリカが勝ったのだが、翌日に試合結果が覆り日本の勝利となった。この結果に対し、アメリカチームメンバーは抗議の意味を込めて全員スキンヘッドにした。後日、これは、抗議の意味ではなく、一番辛い思いをしているサミュエルソンと同じ気持ちで戦おうという気持ちをメンバー全員が示したことが分かった。
日本のVリーグチームであるサントリーサンバーズでも活躍した。